# کارلوس آنخل لوپز
کارلوس آنخل لوپز (انگلیسی: Carlos Ángel López; ۱۷ ژوئیهٔ ۱۹۵۲ – ۳۰ سپتامبر ۲۰۱۸) بازیکن فوتبال اهل آرژانتین بود.
از باشگاه‌هایی که در آن بازی کرده‌است می‌توان به باشگاه فوتبال ریور پلاته، باشگاه فوتبال بوکا جونیورز، باشگاه فوتبال استودیانتس، باشگاه فوتبال ولز سارسفیلد و باشگاه فوتبال راسینگ کلوب آویاندا اشاره کرد.
وی همچنین در تیم ملی فوتبال آرژانتین بازی کرده‌است.